# 女性と子供のためのカピオラニ医療センター

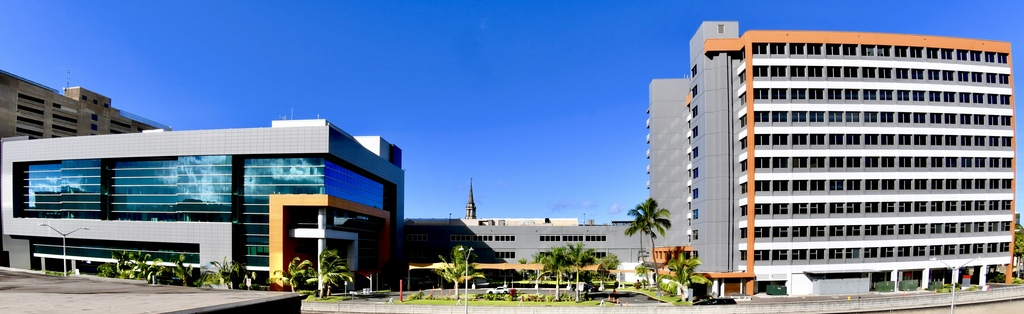
センターの様子（2021年）

女性と子供のためのカピオラニ医療センター（じょせいとこどものためのカピオラニいりょうセンター、英語: Kapiolani Medical Center for Women and Children）は、非営利団体ハワイ・パシフィック・ヘルスが運営する、女性もしくは小児を専門とする病院である。ハワイ州オアフ島ホノルル市郡モイリイリに位置する。ハワイ州唯一の小児専門病院で、乳幼児から少年少女までを診察できる、小児科の医師、看護師、その他専門技術を備えたチームを擁している。その他ハワイ唯一の、小児救急室、小児集中治療室、思春期病棟を擁し24時間体制で運用している。

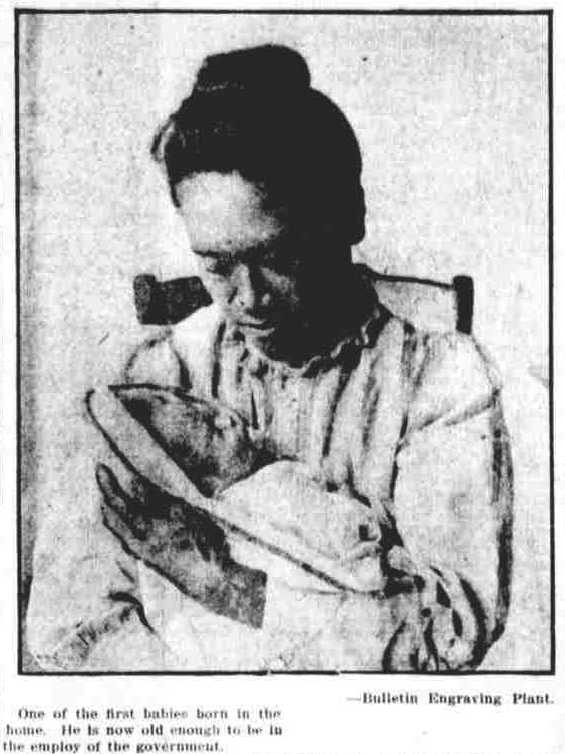
カピオラニ・マタニティホーム内で赤ちゃんを抱いている女性（1912年）

施設は1890年にカピオラニ女王によってカピオラニ・マタニティホームとして設立され、女王は施設設立に必要な8000ドルを集めるためにバザーやルアウ（ハワイの伝統的な饗宴）を開催した。その後、何度か名称が変更されている。1909年からはアルバート・スペンサー・ウィルコックス（1844 - 1919）の妻、エマ・カウイケオラニ・ナポレオン・マヘロナ（1862 - 1931）にちなんでカウイケオラニ小児病院に名称が変更された。1978年にはカピオラニ病院と合併し、現在の女性と子供のためのカピオラニ医療センターとなった。
1961年8月4日にはのちにアメリカ大統領となるバラク・オバマが同病院で誕生した。